# Marie Brizard Wine & Spirits
Pour les articles homonymes, voir Belvédère.
Marie Brizard Wine & Spirits ou MBWS, anciennement Groupe Belvédère, est un groupe français spécialisé dans la fabrication et la distribution de spiritueux et de vins (whisky William Peel, vodka Sobieski, liqueur Marie Brizard...). Il est coté à la bourse de Paris ainsi qu'à la bourse de Varsovie. 

## Historique
1991 : Création de la société Belvédère
1997 : Introduction de Belvédère à la bourse de Paris
2006 : Rachat de Marie Brizard & Roger International
2008 : Procédure de sauvegarde
En 2011, le siège social est transféré de Beaune à Beaucaire,
Le 21 mars 2012, l'entreprise est placée en redressement judiciaire par le tribunal de commerce de Dijon, tout comme 7 de ses filiales dont Marie Brizard,.
Belvédère devient Marie Brizard Wine & Spirits le 1er juillet 2015. Le siège social du groupe est transféré à Ivry-sur-Seine (Val-de-Marne).
Après MBWS France en avril 2016, MBWS et ses filiales polonaises sortent de leur plan de continuation en juin 2016, avec cinq ans d'avance sur le calendrier initial, marquant ainsi le redressement du groupe.
Le groupe ayant subi de grosses pertes en 2017, le directeur général du groupe Jean-Noël Reynaud est remplacé en mars 2018, à titre intérimaire, par Benoît Hérault qui est remplacé fin octobre 2018 par Andrew Highcock. Le chiffre d'affaires de MBWS enregistre un recul de 5 % au quatrième trimestre de 2018. Malgré une forte hausse en Pologne (+21 % à 10,3 millions d'euros), les ventes ont chuté en Europe (-14,6 % à 24,3 millions d'euros) et surtout dans la zone Amériques (-46 % à 5,4 millions).
Le 24 décembre 2018, Marie Brizard Wine & Spirits annonce la signature d'un accord ferme avec la Compagnie Financière Européenne de Prises de Participations (COFEPP), premier actionnaire de l'entreprise, holding du groupe La Martiniquaise-Bardinet.
Début juillet 2020, le groupe attend toujours l'apport de quatre millions d'euros de la Cofepp, son actionnaire majoritaire (51 %). En difficulté financière et à court de liquidité, Marie Brizard Wine & Spirirts avait déjà reçu six millions d'euros de la Cofepp en début d'année.
Début octobre 2020, la direction annonce la vente des vins Moncigale aux Grands vins Jean-Claude Boisset. En difficulté sur le plan financier, Marie Brizard Wine & Spirits déplore une perte nette de 1,4 million d'euros au premier semestre 2020.
Le 23 octobre 2020, Marie Brizard annonce avoir acté son désengagement de Pologne en cédant ses parts dans MBWS Polska et Polmos Lancut, rachetés par United Beverages SA. Le même jour, la direction annonce vouloir lancer une augmentation de capital en décembre 2020 pour une opération qui devrait lui rapporter plus de 105 millions d'euros.  Ce lancement est confirmé le 14 janvier 2021, et devrait permettre à la Cofepp devenue majoritaire de détenir 70 % du capital.
Le 2 février 2021, le groupe annonce que l'opération d'augmentation de capital lui a rapporté 100,9 millions d'euros.

## Activité

### Chiffre d'affaires
Le chiffre d'affaires consolidé 2019 de MBWS est de 483 millions d'euros et le chiffre d'affaires consolidé hors droits d’accises est de 275 millions d'euros. Ce dernier est composé d'un chiffre d'affaires hors droits d’accises de 198 millions d'euros pour les produits de marques et de 81 millions d'euros pour ceux sous marque de distributeur (MDD). 
MBWS est présent en Europe (principalement en France avec 88 M€ du chiffre d'affaires hors droits d’accises, en Pologne, en Lituanie, en Bulgarie et en Espagne) et aux États-Unis.

### Marques

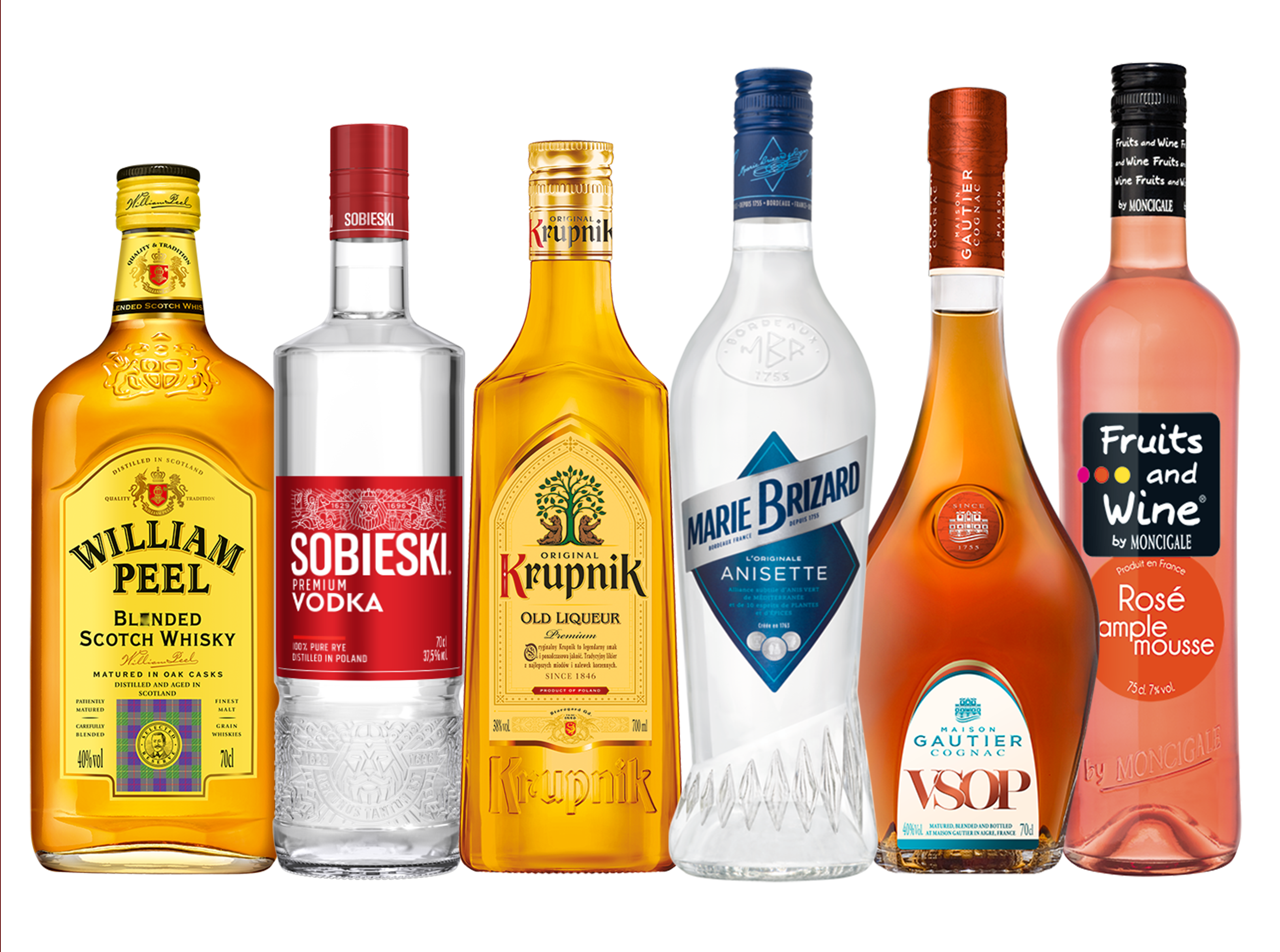
6 marques piliers du groupe MBWS

Le groupe MBWS est organisé autour de 6 marques principales (dites « marques piliers ») : William Peel (whisky), Sobieski (vodka), Krupnik (vodka), Marie Brizard (liqueur), Gautier (cognac) et Fruits & Wine (boisson aromatisée à base de vin).   
William Peel est la première marque de Scotch Whisky vendue en France, avec 24,5 % de part de marché. Sobieski est la deuxième marque de vodka vendue en France, avec 15,5 % de part de marché. Krupnik est la deuxième marque de vodka vendue en Pologne, avec 12 % de part de marché. Fruits and Wine est le leader de la catégorie BABV (boisson aromatisée à base de vin) en France, avec 29,9 % de part de marché (source : Nielsen P13 2017 et IRI P13 2017 pour la France, et P12 2017 pour la Pologne). 
Marie Brizard est l'une des plus anciennes liqueurs françaises, créée en 1755. 
MBWS dispose également d'une gamme de marques complémentaires, notamment la tequila San Jose, le gin Old Lady's, le pastis Berger, le porto Pitters. Le groupe est aussi un producteur de vins, avec les marques Moncigale (Rosé AOP Provence, Coteaux d'Aix), Eclats du Rhône, Marques del Puerto (Rioja, Espagne) et Tcherga (Bulgarie).

### Effectifs
|                   | 2011  | 2012  | 2013  | 2014  | 2015  | 2016  | 2018  |
| ----------------- | ----- | ----- | ----- | ----- | ----- | ----- | ----- |
| Nombre d'employés | 3 629 | 3 142 | 2 975 | 2 493 | 2 364 | 2 180 | 1 938 |

Le 20 juin 2019, en proie à de nombreuses pertes, MBWS annonce un projet de réorganisation commerciale en France qui implique la suppression de 51 postes, soit environ le quart des employés du pays (215 salariés),,.

## Actionnaires
L'actionnariat a été profondément modifié lors de la restructuration de la dette du groupe, en 2013. Les actionnaires historiques ont été dilués, à la suite de la conversion des créances en actions. À l'issue de l'opération, le fonds d'investissement américain Oaktree Capital Management devient le premier actionnaire du groupe Belvédère, avec 38 % du capital, et 19,9 % des droits de vote.
Le 4 août 2016, la Compagnie Européenne de Prise de Participation (COFEPP, holding qui coiffe le groupe La Martiniquaise Bardinet) devient le premier actionnaire de MBWS. Dans une déclaration effectuée auprès de l'Autorité des Marchés Financiers, la COFEPP précise qu'elle a l'intention de « poursuivre ses achats de titres MBWS en fonction des conditions et opportunités de marché », mais qu'elle « n'a pas l'intention d'acquérir le contrôle de la société MBWS ». En décembre 2019, elle est signalée comme détenant 51 % du capital.
Au  31/12/2019.
| Nom                                                            | Actions    | %      |
| -------------------------------------------------------------- | ---------- | ------ |
| Cayard Jean Pierre (famille) via la COFEPP                     | 22 779 967 | 50,96% |
| Zniber (famille) via Diana Holding                             | 3 940 000  | 8,81%  |
| BDL Capital Management BDL (Hugues Beuzelin et Thierry Dupont) | 2 886 968  | 6,46%  |
| Autres                                                         | 15 090 969 | 33,77% |

À la suite de l'augmentation de capital de février 2021, la liste des actionnaires est la suivante :
| Nom                                                            | Actions    | %      |
| -------------------------------------------------------------- | ---------- | ------ |
| Cayard Jean Pierre (famille) via la COFEPP                     | 78 433 683 | 70,1%  |
| Zniber (famille) via Diana Holding                             | 3 940 000  | 3,52%  |
| BDL Capital Management BDL (Hugues Beuzelin et Thierry Dupont) | 3 017 202  | 2,7%   |
| Autres                                                         | 2 983 710  | 23,68% |